# División de Honor (Schach) 1996
Die División de Honor 1996 (Schach) war die zweite Saison der División de Honor und gleichzeitig die 40. Spanische Mannschaftsmeisterschaft im Schach, sie wurde mit zehn Mannschaften ausgetragen. Meister wurde UGA Barcelona, während sich der Titelverteidiger CE Vulcà Barcelona mit dem achten Platz begnügen musste. Aus der Primera División waren CE Barcino Barcelona und CA Cambre aufgestiegen. Rein sportlich erreichten beide Aufsteiger den Klassenerhalt, während EM El Olivar Zaragoza und CE Santa Margarita die Abstiegsplätze belegten, allerdings zog Cambre seine Mannschaft zurück, so dass Zaragoza noch in der División de Honor verblieb.
Zu den Mannschaftskadern der teilnehmenden Vereine siehe Mannschaftskader der División de Honor (Schach) 1996.

## Modus
Die zehn teilnehmenden Mannschaften spielten ein einfaches Rundenturnier. Die beiden Letzten stiegen in die Primera División ab und wurden durch die Aufsteiger aus der Primera División ersetzt. Gespielt wurde an vier Brettern, über die Platzierung entschied zunächst die Zahl der Mannschaftspunkte (drei Punkte für einen Sieg, ein Punkt für ein Unentschieden, kein Punkt für eine Niederlage), anschließend die Anzahl der Brettpunkte (ein Punkt für einen Sieg, ein halber Punkt für ein Remis, kein Punkt für eine Niederlage). 

## Termine und Spielort
Das Turnier wurde in Oropesa del Mar ausgetragen.

## Saisonverlauf
Nach 6 von 9 Runden hatten mit UGA Barcelona, CE Barcino Barcelona, CA La Caja de Canarias und CA Villa de Teror noch vier Mannschaften reelle Titelchancen, nach Punktverlusten der Konkurrenz entschied schließlich der Wettkampf der Vereine aus Barcelona in der letzten Runde über den Titel. Barcino hätte mindestens 3:1 gewinnen müssen, um Meister zu werden, kam aber nicht über ein 2:2 hinaus.
CE Santa Margarita war am Tabellenende klar abgeschlagen und hatte bereits zwei Runden vor Schluss keine Chance mehr auf den Klassenerhalt. Die übrigen Abstiegskandidaten lagen dicht zusammen, am Ende landete EM El Olivar Zaragoza mit einem halben Brettpunkt Rückstand auf dem vorletzten Platz. Durch den Rückzug von CA Cambre war dies jedoch irrelevant.

## Abschlusstabelle
| Pl. | Verein                   | Sp | G | U | V | Mannsch.-P. | Brett-P.  |
| --- | ------------------------ | -- | - | - | - | ----------- | --------- |
| 01. | UGA Barcelona            | 9  | 6 | 3 | 0 | 21          | 24,0:12,0 |
| 02. | CE Barcino Barcelona (N) | 9  | 5 | 3 | 1 | 18          | 22,0:14,0 |
| 03. | CA La Caja de Canarias   | 9  | 5 | 3 | 1 | 18          | 20,5:15,5 |
| 04. | CA Villa de Teror        | 9  | 4 | 1 | 4 | 13          | 20,5:15,5 |
| 05. | CA Cambre (N)            | 9  | 3 | 3 | 3 | 12          | 20,0:16,0 |
| 06. | CAC Labradores Sevilla   | 9  | 3 | 3 | 3 | 12          | 18,5:17,5 |
| 07. | CA Marcote Mondariz      | 9  | 3 | 2 | 4 | 11          | 18,5:17,5 |
| 08. | CE Vulcà Barcelona (M)   | 9  | 3 | 1 | 5 | 10          | 16,5:19,5 |
| 09. | EM El Olivar Zaragoza    | 9  | 3 | 1 | 5 | 10          | 16,0:20,0 |
| 10. | CE Santa Margarita       | 9  | 0 | 0 | 9 | 0           | 3,5:32,5  |

### Entscheidungen
|     | spanischer Mannschaftsmeister: UGA Barcelona                                            |
|     | Absteiger in die Primera División: CA Cambre (freiwilliger Rückzug), CE Santa Margarita |
| (M) | Titelverteidiger                                                                        |
| (N) | Vorjahresaufsteiger                                                                     |

### Kreuztabelle
| Ergebnisse | Ergebnisse             | 01. | 02. | 03. | 04. | 05. | 06. | 07. | 08. | 09. | 10. |
| ---------- | ---------------------- | --- | --- | --- | --- | --- | --- | --- | --- | --- | --- |
| 01.        | UGA Barcelona          |     | 2   | 4   | 2   | 2   | 2½  | 3   | 2½  | 3   | 3   |
| 02.        | CE Barcino Barcelona   | 2   |     | 2   | 1½  | 2½  | 2   | 3   | 3   | 2½  | 3½  |
| 03.        | CA La Caja de Canarias | 0   | 2   |     | 2½  | 2   | 2½  | 2½  | 2   | 3½  | 3½  |
| 04.        | CA Villa de Teror      | 2   | 2½  | 1½  |     | 1½  | 3½  | 1½  | ½   | 3½  | 4   |
| 05.        | CA Cambre              | 2   | 1½  | 2   | 2½  |     | 2   | 1   | 3½  | 1½  | 4   |
| 06.        | RC Labradores Sevilla  | 1½  | 2   | 1½  | ½   | 2   |     | 2   | 2½  | 3   | 3½  |
| 07.        | CA Marcote Mondariz    | 1   | 1   | 1½  | 2½  | 3   | 2   |     | 1½  | 2   | 4   |
| 08.        | CE Vulcà Barcelona     | 1½  | 1   | 2   | 3½  | ½   | 1½  | 2½  |     | 1   | 3   |
| 09.        | EM El Olivar Zaragoza  | 1   | 1½  | ½   | ½   | 2½  | 1   | 2   | 3   |     | 4   |
| 10.        | CE Santa Margarita     | 1   | ½   | ½   | 0   | 0   | ½   | 0   | 1   | 0   |     |

## Die Meistermannschaft
| 1.            | UGA Barcelona                                                                                       |
| Schachfiguren | Miguel Illescas Córdoba, Jordi Magem Badals, Francisco Javier Ochoa de Echagüen, Josep Oms Pallisé. |